# Рівне (Бородінська селищна громада)
Рі́вне — село Буджацької селищної громади, у Болградському районі Одеської області України. Населення становить 478 осіб.

## Історія
У березні 1920 року румунська влада, що отримала контроль над Бессарабією за результатами Першої світової війни, провела аграрну реформу, наділивши безземельних жителів регіону сільськогосподарськими угіддями по 6 гектарів на родину. Це спричинило хвилю міграції із болгарського села Твардиці (нині місто в Тараклійському районі Молдови), в основному одружених синів із багатодітних родин, в долину ріки Арса, де у 1921 році було засноване село Арса Болгарська. Село входило до комуни Вознешени Бендерського повіту Румунії.
На території сучасного села Рівне, впритул до поселення Арси Болгарської, у 1920 році безземельними німецькими колоністами, вихідцями із Бородіно, після агарної реформи було засноване поселення Ной-Бородіно (Нове Бородіно), також відоме як Арса Німецька. На території поселення розміщувалась школа та лютеранська кірха, і станом на 1940 рік в Ной-Бородіно проживало 285 осіб, з яких лише четверо не були німцями, а у власності мешканців було 456 гектарів землі. Попри близькість до болгарських поселень, жителі Ной-Бородіно не вступали у змішані шлюби. Поселення належало до Кльостіцької парафії. У жовтні 1940 року, після приєднання Бессарабії до СРСР, усі німці регіони були виселені під лозунгами репатріації в Німеччину на територію окупованої Польщі, поблизу міста Хелмно. Покинуті німецькі будинки були пізніше зайняті болгарським населенням.
У 1945 році село Арса Болгарська було перейменоване на Нове Бородіно і включене до складу Євгенівської сільської ради Бородінського району Ізмаїльської області, а пізніше перейменоване на Рівне у складі Тарутинського району Одеської області. Унаслідок адміністративно-територіальної реформи 2020 року село увійшло до Євгенівського старостинського округу Буджацької селищної громади Болградського району.
12 червня 2020 року, відповідно до Розпорядження Кабінету Міністрів України від № 724-р «Про визначення адміністративних центрів та затвердження територій територіальних громад Одеської області», увійшло до складу Бородінської селищної територіальної громади.
19 липня 2020 року, в результаті адміністративно-територіальної реформи і ліквідації Тарутинського району, село увійшло до складу новоутвореного Болградського району.

## Населення
Згідно з переписом УРСР 1989 року чисельність наявного населення села становила 388 осіб, з яких 190 чоловіків та 198 жінок.
За переписом населення України 2001 року в селі мешкало 467 осіб.

### Мова
Розподіл населення за рідною мовою за даними перепису 2001 року:
| Мова       | Відсоток |
| ---------- | -------- |
| болгарська | 90,38 %  |
| молдовська | 3,56 %   |
| російська  | 2,93 %   |
| українська | 2,30 %   |
| гагаузька  | 0,63 %   |
| білоруська | 0,21 %   |